# Wolfram von Richthofen
Wolfram von Richthofen, född 10 oktober 1895 i Barzdorf nära Striegau i Schlesien, död 12 juli 1945 i Bad Ischl i Österrike i amerikansk fångenskap, var en tysk friherre och flygmilitär, befordrad till major 1933, generalmajor 1 november 1938, general av flygvapnet (General der Flieger) 19 juli 1940, generalöverste 1 februari 1942 och generalfältmarskalk 16 februari 1943. Han var kusin till Manfred von Richthofen (Röde Baronen).
Wolfram von Richthofen var befälhavare för Kondorlegionen, det tyska flygstödet till nationalistsidan under spanska inbördeskriget. Han bar ansvaret för Guernicaoperationen. Han var överbefälhavare för Luftflotte 2 1943-44.